# Onthophagus phanaeides
Onthophagus phanaeides es una especie de insecto del género Onthophagus, familia Scarabaeidae, orden Coleoptera.

Fue descrita científicamente por Frey en 1956.